# 東京科学大学総合研究院生体材料工学研究所
東京科学大学 総合研究院 生体材料工学研究所（とうきょうかがくだいがく そうごうけんきゅういん せいたいざいりょうこうがくけんきゅうじょ）は東京科学大学の附置研究所であり、疾病を分子レベルで制御するための生体材料、生体デバイス・システム、医薬を創製することを目的とする研究所である。
2016年より、東京工業大学未来産業技術研究所、広島大学ナノデバイス・バイオ融合科学研究所、静岡大学電子工学研究所と連携して「生体医歯工学共同研究拠点」を形成している。文部科学省の共同利用・共同研究拠点ネットワーク型に指定されている。
2024年10月1日に東京工業大学との統合により東京医科歯科大学生体材料工学研究所から東京科学大学 総合研究院 生体材料工学研究所に改組された。

## 概要
1938年（昭和13年）、 東京高等歯科医学校（旧制）に歯科材料研究室が設置される。この研究室では金属義歯に関する研究が行われていたが、1945年（昭和20年）、本学は戦火に遭い惜しくも壊滅した。
歯科医療は特にその技術面で治療機器および材料の性能に負うところが大きいが、戦前の国産歯科器材は外国製品に比して遜色があったばかりでなく、戦中戦後はさらに品質の低下が著しく、国民の保健上にも憂慮すべき状態になっていた。
1951年（昭和26年）、本学は東京医科歯科大学に昇格したが、長尾優学長は、歯学領域における理工学部門の充実を図るべく、本学に歯科材料研究所を設置することを強く要望した。
このような事情から、歯科器材の品質向上を目的とする研究機関の設立が認められ、1951年（昭和26年）4月1日、国立学校設置法の一部改正により、東京医科歯科大学附置の歯科材料研究所が設立された。
歯科器材だけでなく医用器材についても取り扱うために、1966年（昭和41年）、医用器材研究所と改称、改組した。
1967年（昭和42年）、湯島地区から駿河台地区の新築独立庁舎に移転する。
1999年（平成11年）4月、「生体材料工学研究所」に改称、改組する。
2024年（令和6年）10月、東京医科歯科大学と東京工業大学の統合により東京科学大学 総合研究院 生体材料工学研究所に改組される。

## 組織
発足当初は歯科材料を対象としていたが、電気機器、人工臓器、医用器材、生体工学と対象領域を広げ、2020年現在、4研究部門12分野、1プロジェクト研究部門、1附属施設を設置している。

### 研究部門
- 医療基盤材料部門
  - 金属生体材料学分野
  - 無機生体材料学分野
  - 有機生体材料学分野

- 生体機能修復部門
  - 生体材料機能医学分野
  - 物質医工学分野
  - バイオメカニクス分野
  - バイオデザイン分野

- 医療デバイス部門
  - バイオエレクトロニクス分野
  - バイオ情報分野
  - センサ医工学分野

- 生体機能分子部門
  - メディシナルケミストリー分野
  - 生命有機化学分野
  - 薬化学分野

### 附属施設
- 医歯工連携実用化施設

## 「生体医歯工学共同研究拠点」
2016年より東京工業大学未来産業技術研究所、広島大学ナノデバイス・バイオ融合科学研究所、静岡大学電子工学研究所と連携して「生体医歯工学共同研究拠点」を形成している。文部科学省の共同利用・共同研究拠点ネットワーク型に指定されている。
生体医歯工分野の先進的共同研究を推進し、生体材料、医療用デバイス、医療システムなどの実用化を促進する拠点形成を目的としている。
当研究所は拠点本部となっている。

## 「特異構造金属・無機融合高機能材料開発共同研究プロジェクト」
東北大学金属材料研究所、東京工業大学フロンティア材料研究所、名古屋大学未来材料・システム研究所、大阪大学接合科学研究所、早稲田大学ナノ理工学研究機構の6大学研究機構による共同研究プロジェクト。特異構造を持つ高機能の金属と無機材料を創製し、環境・エネルギー材料、エレクトロニクス材料および生体・医療材料として、環境、エネルギー、情報通信、ナノテクノロジ、ライフサイエンスなど面から安全・安心な社会へ貢献することを目標としている。

## 教育
東京科学大学大学院医歯学総合研究科として、大学院生を受け入れている。
博士課程では、医歯理工保健学専攻（理工系）に加えて医歯学専攻（医歯系）もある。
また、研究生の受け入れ、同大学の学部教育も実施している。